# Robert Göbl
Robert Göbl (Vienna, 4 agosto 1919 – Vienna, 8 dicembre 1997) è stato un numismatico austriaco.

## Biografia
Robert Göbl fu arruolato dopo la fine della scuola nel 1938 dalla Wehrmacht. Durante il servizio militare ebbe inizio la seconda guerra mondiale, in cui combatté fino a quando fu fatto prigioniero. Rimase prigioniero di guerra fino al 1947. Dal 1948 studiò storia antica e archeologia classica all'Università di Vienna.
Particolarmente formativo per lui fu Karl Pink con suoi principi e metodi sviluppati per la numismatica romana. Dopo solo due anni di studio Göbl si laureò con il lavoro Numismatisch-historische Untersuchungen zur Geschichte der Kaiser Valerianus und Gallienus. Cinque anni dopo ottenne l'abilitazione. Nel 1962, su incarico di Roman Ghirshman, Göbl riordinò, per conto dell'UNESCO, la collezione di Kabul e copiò le famose epigrafi di Peshawar, importanti per le cronologia.
Nel 1965 fu chiamato come professore straordinario all'Università di Vienna e dal 1971 ebbe la cattedra per la numismatica antica e la storia pre-islamica dell'Asia centrale. Dal 1965 al 1987 diresse, in qualità di direttore della fondazione, l'Institut für Antike Numismatik, creato nel 600. giubileo dell'Università di Vienna, denominato nel 1978 Institut für Numismatik (e dal 2000 Institut für Numismatik und Geldgeschichte).
Göbl poté sviluppare l'Istituto fino a farne un centro internazionale per la ricerca numismatica. Nel 1989 divenne professore emerito e il suo successore fu Wolfgang Hahn. Nel 1970 fondò la Numismatische Kommission der Österreichischen Akademie der Wissenschaften che presiedette fino alla sua morte.
Sotto l'influenza di Franz Altheim Göbl iniziò a interessarsi della numismatica preislamica e orientale e fece delle ricerche, oltre alla numismatica, anche sui sigilli del tempo dei Sasanidi. Un altro caposaldo è stato lo studio dell'impero Kusana. Per il re Kanishka II poté verificare, assieme a Helmut Humbach una datazione assoluta delle emissioni interno al 230.
Le sue ricerche si basano sui principi elaborati da Pink, di cui continuò gli studi sulla numismatica celtica. Fece ricerche importanti anche per la numismatica greco-romana e per sugli Unni. Per l'insegnamento, a cui dava una grande importanza,  Göbl compilò diversi manuali e influenzò significativamente anche l'orientamento dell'Institut für Numismatik. Soprattutto negli ultimi anni ha sviluppato la numismatica come fonte scientifica per altre discipline.
Si è occupato a lungo della collana Die Fundmünzen der römischen Zeit in Österreich e a tradotto in tedesco della letteratura scientifica. Con Die Münzprägung des Kaisers Aurelianus (270-275) e il postumo  Die Münzprägung der Kaiser Valerianus I., Gallienus, Saloninus (253/268), Regalianus (260) und Macrianus, Quietus (260/262) si è ricollegato, alla fine della sua carriera scientifica, con i risultati della sua dissertazione giovanile.
Göbl fu da 1963 corrispondente e dal 1971 membro effettivo della Österreichische Akademie der Wissenschaften. Nel 1981 gli fu assegnato il Premio Wilhelm Hartel.

## Pubblicazioni
- (curatore) Der römische Münzschatzfund von Apetlon. Burgenländisches Landesmuseum, Eisenstadt 1954 (= Wissenschaftliche Arbeiten aus dem Burgenland, Heft 5)
- Die drei Versionen der Kaniška-Inschrift von Surkh Kotal. Verlag der Österreichischen Akademie der Wissenschaften, Wien 1965 (= Denkschriften der Österreichischen Akademie der Wissenschaften, Philosophisch-historische Klasse, Band 88, Abhandlungen 1)
- Zwei neue Termini für ein zentrales Datum der alten Geschichte Mittelasiens, das Jahr I des Kušānkönigs Kaniška. Österreichische Akademie der Wissenschaften und Böhlau, Graz-Wien-Köln 1965, Sonderdruck aus Anzeiger der philosophisch-historischen Klasse der Österreichischen Akademie der Wissenschaften, Jahrgang 1964, So. 7
- Dokumente zur Geschichte der iranischen Hunnen in Baktrien und Indien. (4 voll.), Harrassowitz, Wiesbaden 1967
- Sasanidische Numismatik. Klinkhardt und Biermann, Braunschweig 1968 (= Handbücher der mittelasiatischen Numismatik, Band 1)
- Regalianus und Dryantilla. Dokumentation. Münzen, Texte, Epigraphisches. Böhlau, Graz-Wien-Köln 1970, ISBN 3-205-04280-8 (= Denkschriften der Österreichischen Akademie der Wissenschaften, Philosophisch-historische Klasse, Band 101)
- Ostkeltischer Typenatlas. Klinkhardt und Biermann, Braunschweig 1973
- Der sāsānidische Siegelkanon. Klinkhardt und Biermann, Braunschweig 1973 (= Handbücher der mittelasiatischen Numismatik, Band 4)
- Typologie und Chronologie der keltischen Münzprägung in Noricum. Verlag der Österreichischen Akademie der Wissenschaften, Wien 1973, ISBN 3-7001-0029-9 (= Denkschriften der Österreichischen Akademie der Wissenschaften, Philosophisch-Historische Klasse, Band 113; Veröffentlichungen der Numismatischen Kommission der Österreichischen Akademie der Wissenschaften, Band 2)
- Die Tonbullen von Tacht-e Suleiman. Ein Beitrag zur spätsāsānidischen Sphragistik. Reimer, Berlin 1976 (= Tacht-e Suleiman, Band 1)
- Antike Numismatik. (2 voll.), Battenberg, München 1978, ISBN 3-87045-144-0
- System und Chronologie der Münzprägung des Kušānreiches. Verlag der Österreichischen Akademie der Wissenschaften, Wien 1984, ISBN 3-7001-0618-1 (= Veröffentlichungen der Numismatischen Kommission. Sonderband)
- Numismatik. Grundriss und wissenschaftliches System. Battenberg, München 1987, ISBN 3-87045-231-5
- Grabungen im Legionslager Carnuntum 1968 – 1978. Verlag der Österreichischen Akademie der Wissenschaften, Wien 1987, ISBN 3-7001-1157-6 (= Die Fundmünzen der römischen Zeit in Österreich. Sonderpublikation; Veröffentlichungen der Numismatischen Kommission der Österreichischen Akademie der Wissenschaften, Band 18)
- Der norische Tetradrachmenfund 1972 aus Haimburg in Kärnten. Versuch einer Gesamtkonstruktion. Verlag der Österreichischen Akademie der Wissenschaften, Wien 1987, ISBN 3-7001-1554-7 (= Sitzungsberichte der Österreichischen Akademie der Wissenschaften, Philosophisch-Historische Klasse, Band 522; Veröffentlichungen der Numismatischen Kommission der Österreichischen Akademie der Wissenschaften, Band 21)
- Münzprägung und Geldverkehr der Kelten in Österreich. Verlag der Österreichischen Akademie der Wissenschaften, Wien 1992, ISBN 3-7001-1987-9 (= Sitzungsberichte der Österreichischen Akademie der Wissenschaften, Philosophisch-Historische Klasse, Band 597; Veröffentlichungen der Numismatischen Kommission der Österreichischen Akademie der Wissenschaften, Band 28)
- Donum Burns. Die Kušānmünzen im Münzkabinett Bern und die Chronologie. Fassbaender, Wien 1993, ISBN 3-900538-42-5
- Die Hexadrachmenprägung der Gross-Boier. Ablauf, Chronologie und historische Relevanz für Noricum und Nachbargebiete. Fassbaender, Wien 1994, ISBN 3-900538-44-1
- Die Münzprägung des Kaisers Aurelianus (270-275). Verlag der Österreichischen Akademie der Wissenschaften, Wien 1993, ISBN 3-7001-1997-6 (= Moneta imperii Romani, Band 47; Denkschriften der Österreichischen Akademie der Wissenschaften, Philosophisch-Historische Klasse, Band 233; Veröffentlichungen der Numismatischen Kommission der Österreichischen Akademie der Wissenschaften, Band 29)
- Die Münzprägung der Kaiser Valerianus I., Gallienus, Saloninus (253/268), Regalianus (260) und Macrianus, Quietus (260/262). Verlag der Österreichischen Akademie der Wissenschaften, Wien 2000, ISBN 3-7001-2923-8 (= Moneta imperii Romani, Band 36, 43 und 44; Denkschriften der Österreichischen Akademie der Wissenschaften, Philosophisch-Historische Klasse, Band 286; Veröffentlichungen der Numismatischen Kommission der Österreichischen Akademie der Wissenschaften, Band 35)